# Tomáš Dujsík
Tomáš Dujsík (* 3. listopadu 1992) je český hokejový obránce, který k sezóně 2024/2025 hraje za HC Kometa Brno. Poprvé hrál TELH za HC Kometa Brno v sezóně 2013/2014.

## Kariéra
Dujsík hrál nejdříve za HC Kometa Brno. Z Komety putoval po hostováních v Maxa lize a krajské hokejové lize. Poté hostoval v HC Energie Karlovy Vary, odkud se vrátil do HC Kometa Brno. Poté přestoupil do HC Olomouc a HC Škoda Plzeň, na konci sezóny 2024/2025 hraje za HC Kometa Brno.